# 라피스
라피스는 엠게임이 제작 · 배급하는, MMORPG 게임이다. 총괄 PM에 창업자인 손승철 현 회장, 서버에 김판주 현 스마트빅 대표, 클라이언트에 김진명 현 라피스 개발 실장, 기획에 고배석 현 배틀스티드:군마 개발총괄 이사 등 현 엠게임 임직원이 최초로 개발하였다. 1997년 어둠의 성전, 1998년 다크세이버, 2002년 네오다크세이버를 거쳐 지금의 라피스로 엠게임 내 최장수 게임으로 발전하였다.
2004년 9월 클로즈 베타 이후 2004년 12월 20일 프리오픈 테스트를 시작하였다. 2005년 1월 19일에 오픈 베타 서비스를 시작하였다. 2008년에는 10주년을 맞이하였다.
해외에서는 2006년 3월에 라피스 일본서비스가 시작되었으나, 2009년에 업데이트를 중단하였고, 2014년 5월 29일 서비스가 종료되었다.

## 개요
창조신에게 반기를 들어 봉인되어버린 옛 지배자들의 부활을 막기 위해 활약하는 영웅들의 이야기를 그린 라피스 온라인은 과거 ‘다크세이버’와 ‘네오 다크세이버’를 계승하여 판타지 소설을 읽는듯한 스토리와 여러명의 지휘관을 필두로 다양한 전략을 통한 박진감 넘치는 전투로 오랫동안 매니아층을 보유하고 있는 대작 온라인 게임이다.

## 특징
- 세계 최초의 온라인 SRPG : 라피스 온라인은 세계 최초로 MMOSRPG게임이라는 혁신적인 시스템을 구현하였다. 이후 버전을 거듭하면서 ‘틱’이라는 라피스 온라인만의 독특한 시스템을 구축 게임의 몰입도를 더욱 높였다.
- 틱 시스템 :‘틱’ 시스템이란 전투 시 흐르는 ‘시간’과 같은 것이다. 유저는 공격이나 이동 등 어떠한 행동을 하기 위해서는 일정량의 틱이 필요하며 틱의 관리가 전투의 승패를 결정한다.  이 틱 시스템을 얼마나 잘 이용하느냐에 따라 같은 레벨의 유저라도 실력 차이가 극명하게 드러나게 된다.
- 다양한 직업 : 라피스 온라인은 기본 직업군 10개의 클래스에 11개에 달하는 등급이 있다. 거기에 [성별]이라는 시스템이 더해져 220개에 달하는 다양한 직업이 있다.

## 역사

### 1997~2001: 어둠의 성전, 다크세이버
다크세이버 시리즈의 시작은 1997년 4월 25일에 메닉스(현 엠게임의 전신)에서 어둠의 성전으로 발표한 것이 최초이다. 어둠의성전은 최초의 SRPG를 도입한 네트워크 RPG게임으로서 룸방식으로 제작되었으며, 당시의 통신서비스환경에 따른 전용 텍스트터미널 및 천리안, 하이텔등의 텍스트기반의 통신서비스에서도 이용할 수 있도록 제작되었다. 전쟁과 거짓말, 뜨거운 지옥의 불길에서 탈출한 괴수들, 미나크 숲을 지배하던 녹색 안개가 걷히는 날 숨겨진 비밀의 문이 열린다. 열쇠를 그 4대 현자들이 가지고 있을 것이었다.소중한 가족들과 터전을 한순간에 빼앗겨버린 주인공들은 과거로부터 유일한 해결책이라고 전해져 오는 4대 현자의 흔적을 찾아서 그 힘과 지혜를 빌어 마물들에게 힘없이 쓰러져간 인간들의 원혼을 위로하고, 인간의 세상을 인간의 것으로 온전히 지켜낼 수 있을까?
한편 1998년 8월 12일에 어둠의 성전에서 룸방식이 아닌 유저들이 자유롭게 이동 및 전투를 할 수 있는 전체필드 및 시나리오 확장 등을 추가하여 MMO-SRPG로서 다크세이버로 서비스를 변경하였다. 다크세이버는 좋은 반응을 얻어 2000년 11월에는 중국 서비스를, 2001년 3월 27일에는 일본으로 진출하였다.
- 주요 연혁
  - 1997년 4월 25일 : 어둠의 성전 오픈 베타 서비스 시작
  - 1998년 8월 12일 : 어둠의 성전, 다크세이버로 서비스 변경
  - 2000년 11월 : 다크세이버 중국 서비스 오픈
  - 2001년 3월 27일 : 다크세이버 일본 서비스 오픈

### 2002~2004: 네오다크세이버, 닥세월드
다크세이버의 인기에 힘입어, 새로운 그래픽을 적용하여 2001년 11월 22일부터 2002년 3월 26일까지 클로즈베타를 거쳐 4월 2일 오픈베타 서비스를 시작하였다. 네오다크세이버도 전작과 같이 좋은 호응을 얻어 2003년 2월과 3월에 각각 중국과 대만으로 진출하였다. 2003년 1월 27일에는 정액제였던 것을 유료아이템을 제외한 게임의 전체 기능을 무료로 이용할 수 있게 되었다. 또한 2003년 5월 2일에는 네오다크세이버가 1년의 오픈 베타 서비스를 마치고 정식으로 오픈하게 된다. 하지만, 2003년에 출시된 메이플스토리에 밀려 쇠퇴하기 시작한다.
한편, 2003년 1월 27일 네오다크세이버가 무료화되면서 전작인 다크세이버는 닥세월드라는 이름으로 무료화되어 별도의 게임으로 따로 운영되었지만 다크세이버 역시 계속 서비스를 진행하였다.
- 주요 연혁
  - 2001년 11월 22일 ~ 2002년 3월 26일 : 네오다크세이버 클로즈 베타 테스트 실시
  - 2002년 4월 2일 : 네오다크세이버 오픈 베타 서비스 시작
  - 2003년 1월 27일 : 네오다크세이버 무료서비스 전환, 다크세이버가 닥세월드라는 이름으로 무료화.
  - 2003년 2월 12일 : 네오다크세이버 중국 서비스 오픈
  - 2003년 3월 : 네오다크세이버 대만 서비스 오픈
  - 2003년 5월 2일 : 네오다크세이버 정식 서비스 오픈

### 2005~2007: 라피스, 클로버 스퀘어
네오다크세이버를 보강하기 위해 미처 구현하지 못한 시나리오 및 밸런싱 시스템과 전체 지휘관 클래스에 성별을 부가하는 등 양적질적으로 향상된 네오다크세이버V2를 서비스 이름을 라피스로 시작하여 2004년 9월과 10월에 클로즈 베타 서비스를, 2004년 12월 20일에 프리 오픈 서비스를 실시하여 2005년 1월 19일 라피스가 오픈 베타 서비스를 시작하였다. 또한 오픈 베타 이후에는 위즐이라는 요정을 도입하여 게임 이용을 더 쉽게 하였고, 2005년 3월 31일에는 전작인 네오다크세이버와 통합하여 하나의 라피스가 되었다. 2007년 4월에는 UI 개편에 이어 2007년 12월 대규모 업데이트를 실시해 서버 통합과 9단 캐릭터, 사냥터 개편을 단행하였다.
한편, 다크세이버 외전격인 클로버 스퀘어가 2004년 5월 4일부터 12월 30일까지 클로즈 베타 테스트를 실시하였고, 2005년 1월 6일 오픈 베타 서비스를 시작하였다. 클로버 스퀘어는 라피스와 달리 횡스크롤형 액션 RPG로 메이플스토리와 비슷한 게임 스타일을 지녔다. 하지만 2005년 5월 4일부로 개발을 중단하여 회사 내부 사정으로 인해 2006년 5월 30일에 서비스를 종료하였다.
닥세월드 또한 2006년 2월 1일에 라피스에 집중하기 위해 서비스를 종료하게 되어 8년간의 다크세이버-닥세월드 서비스가 끝나게 되었다.
- 주요 연혁 (라피스)
  - 2004년 9월 17일 ~ 2005년 1월 17일 : 라피스 클로즈 베타 테스트 실시
  - 2005년 1월 19일 : 라피스 오픈 베타 서비스 시작[1]
  - 2005년 3월 31일 : 네오다크세이버를 통합
  - 2006년 5월 18일 : 라피스 일본 서비스 오픈
  - 2007년 4월 19일 : 인터페이스 개편
  - 2007년 12월 6일 : 서버 통합 및 9단 클래스 추가

- 주요 연혁 (클로버 스퀘어, 닥세월드)
  - 2004년 5월 4일 ~ 2004년 12월 30일 : 클로버 스퀘어 클로즈 베타 테스트 실시
  - 2004년 5월 20일 : 다크세이버 서비스 종료
  - 2005년 1월 6일 : 클로버 스퀘어 오픈 베타 서비스 시작
  - 2005년 3월 31일 : 네오다크세이버 서비스 종료 (라피스와 통합)
  - 2006년 2월 1일 : 닥세월드 서비스 종료
  - 2006년 5월 30일 : 클로버 스퀘어 서비스 종료

### 2008~: 라피스의 10주년과 라피스의 부활, 재몰락 그리고 리턴
2007년 12월 대규모 업데이트 이후 2008년 4월 21일부터 5월 14일까지 다크세이버 10주년과 네오다크세이버 정식 오픈 5주년을 맞이하여 첫 생일 이벤트를 진행하고, 5월 2일 라피스데이를 선포하였다. 또한 2008년 12월 18일에는 천자문 시스템을 업데이트하여 교육용 게임으로 자리잡았고, 4년 만에 시나리오 11이 업데이트되었다.
2009년에는 천자문에 이은 영어 컬랙팅 시스템, 2010년에는 캐릭터 삭제 시스템이 업데이트되었다. 2011년 10월부터는 매월 셋째주 토요일에 라피스 카니발 이벤트가 진행되기 시작, 2015년 2월부터는 매주 주말로 이벤트 일정이 변경되었다. 2014년 1월 23일에 10단 캐릭터 이미지와 신규 맵, 신규 스킬이 추가되고 레벨 제한이 해제되었다. 2015년 6월 17일에는 시공의 균열 던전 1층 업데이트를 통해 다크세이버의 몬스터가 업데이트되었다.
2017년 4월 12일, 라피스의 20주년을 맞이해 "라피스, 드디어 20살! 성인이 되다!"라는 제목으로 이벤트를 진행한다.
- 주요 연혁
  - 2008년 4월 21일 ~ 5월 14일 : 라피스 10주년 이벤트 진행(5월 2일 : 라피스데이 선포)
  - 2008년 12월 18일 : 천자문 시스템 업데이트 및 시나리오 11 추가
  - 2009년 7월 23일 : 영어 컬랙팅 시스템 오픈
  - 2010년 8월 12일 : 캐릭터 삭제 기능 추가
  - 2011년 8월 4일 : 신규지역 아이스 브랜드 추가, 무한의 보옥 추가, 캐릭터 밸런싱 개편
  - 2011년 10월 15일 : 라피스 카니발 이벤트 시작
  - 2014년 1월 23일 : 10단 캐릭터 이미지 추가, 신규 지역 무한회랑 지역 추가, 최대 레벨 100으로 변경, 신규 100레벨 스킬 추가
  - 2015년 1월 29일 : VIP 프리미엄 추가
  - 2015년 6월 17일 : 시공의 균열 던전 1층 업데이트
  - 2017년 4월 12일 : 해상도 변경 및 20주년 이벤트 진행
  - 2019년 8월 22일 : 시나리오 12화 업데이트
  - 2021년 8월 5일 : 시나리오 13화 업데이트

### 2014~2018: 드래곤&라피스
2014년 6월 라피스의 IP(지적재산권)을 드래곤&라피스 for kakao가 공개되었고, 7월 29일부터 사전 신청을 시작하였다. 드래곤&라피스는 200여종 이상의 용사들을 수집, 육성하는 실시간 전략RPG(롤플레잉게임)이다. 이용자는 수집한 용사를 강화시켜 최대 5인까지 팀을 이뤄 다(多)대다(多) 전투를 즐길 수 있으며, 블록을 이용한 다양한 스킬을 전투에 활용할 수 있다. 2014년 12월 23일 출시되었다. 2015년 1월 초월 업데이트가 진행되어 창병 캐릭터가 추가되었다. 2017년 5월, iOS 버전의 서비스가 종료되었고, 2018년에는 안드로이드 버전의 서비스가 종료되었다.
- 주요 연혁
  - 2014년 12월 23일 : 드래곤&라피스 for kakao 출시
  - 2015년 1월 1일 : 드래곤&라피스 for kakao : 초월 업데이트
  - 2015년 5월 8일 : 드래곤&라피스 for kakao : 초월 iOS 버전 출시
  - 2016년 1월 14일 : 드래곤&라피스의 일본판 버전인 Gem Knights 일본 출시
  - 2017년 5월 : 드래곤&라피스 for kakao : 초월 iOS 버전 서비스 종료
  - 2018년 : 드래곤&라피스 for Kakao :초월 안드로이드 버전 서비스 종료
  - 2019년 : Gem Knights 서비스 종료

## 조작법
라피스는 마우스로 이동이 가능하며, F1 ~ F12키를 이용해 단축키를 사용할 수 있다.
ZXCVB/ASDFG키로는 스킬, 아이템을 사용할 수 있으며, Caps Lock는 슬롯 체인저를 할 수 있다.
- F1 : 도움말 /F2 : 몬스터 잡은 횟수창, 전투시에는 동맹관리 / F3 : 용병창
- F4 : 인벤토리 / F5 : 스킬창 / F6 : 능력치/스탯 / F7 : 펫 정보
- F8 : 퀘스트 / F9 : 친구 / F10 : 천자문카드, 영어카드 확인창
- F11 : 채팅창 /  F12 : 선물의 집 / Print Screen : 스크린샷

## 채널
- 2016년 11월 30일부터 2개의 채널이 운영되고 있다.

## 용어
- 골드 : 골드는 라피스에서 쓰이는 화폐이다. 몬스터를 사냥하거나, 물건을 팔 때, 금화를 주울 때와 퀘스트를 완료할 때 얻을 수 있으며, 골드로 무기/방어구/물약 등을 살 수 있다.
- 경험치 : 경험치는 몬스터를 사냥하거나, 퀘스트를 클리어할 때 얻을 수 있다. 경험치가 100%에 이르면, 레벨업을 하는데, 어빌리티 포인트(AP)와 스킬포인트(SP)를 얻는다. 자신의 레벨보다 높은 몬스터를 잡으면 경험치 보너스를 주고, 반대로 자신의 레벨보다 낮은 몬스터를 잡으면 경험치 페널티를 받는다. 현재 최대 레벨은 120.
- 클래스 : 일정 레벨이 되면 클래스 체인지를 하게 되는데, 모습이 바뀌고, 스킬을 배울 수 있고, 구입 가능 용병이 바뀌고, HP와 MP가 증가한다. 2014년 1월 23일에는 10단 클래스가 추가되었다.

## 시스템
- 공성전 : 라피스 온라인은 매주 토요일 오후 5시에 공성전을 시작한다. 대규모 전투인 공성전은 용병시스템을 통해 길드나 성주 측에 가입이 되어있지 않은 유저도 아무 곳에나 참여가 가능하다.
- 시나리오 : 라피스의 스토리를 전투로 구성한 시스템이다. 2021년 8월까지 13화까지 업데이트되어 현재에 이르고 있다.
- 프리미엄 시스템 : 라피스에서 특별한 혜택을 받을 수 있는 시스템으로, 2021년 현재 울트라 프리미엄, 헌터 프리미엄, VIP 프리미엄으로 나뉘어 있다.
- 천자문 시스템과 영어 컬랙팅 시스템 : 몬스터 사냥으로 얻어지는 천자문(알파벳) 카드를 모아 시험을 치거나 모든 천자문(알파벳) 카드를 모으면 다양한 보상을 지급함으로 게임과 교육의 두마리의 토끼를 잡을 수 있다. 천자문 시스템은 2008년 12월에, 영어 컬랙팅 시스템은 2009년 7월에 업데이트되었다.
- 칭호 시스템 : 칭호 시스템은 2009년 4월 23일에 추가된 시스템이다. 칭호를 얻기 위해서는 특정 퀘스트를 완료해야 한다. 칭호를 착용하면 능력치 혜택이 있다.
- 킬 카운트 시스템 : 특정 NPC에게서 킬 카운트 시작 아이템을 구입하여 사용한 후 단축키 F2로 사냥몬스터를 확인할 수 있으며, 2009년 7월 8일에 업데이트되었다.
- 차원금고 시스템 : 2009년 9월 10일에 추가된 같은 계정에 들어있는 다른 캐릭터의 창고를 이용할 수 있는 시스템이다. 차원금고를 이용하기 위해서는 선물의 집에서 판매하는 열쇠가 필요하다.
- 지크프리드 신전 : 사군토 평원에서 입장이 가능한 레벨별로 사냥터가 나뉘어 있는 던전 지역이다. 프리미엄 유저는 무료로 입장이 가능하며, 일반 유저는 입장권을 구입해야 한다.

### 전투 시스템
- 게이트 키퍼 : 2006년 5월에 이벤트용으로 처음 오픈하였으며, 2007년 7월 12일에 불안정한 숲(1~35레벨)과 마계의 통로(36~75레벨)가 업데이트되어 정식으로 오픈하였다. 전투 종료 후에는 보물상자 아이템을 지급한다.
- 시련의 동굴 : 2008년 12월 18일에 추가된 전투 시스템으로, 1층부터 100층까지 등장하는 몬스터를 퇴치하고 보상을 받는 시스템이다.
- 에이션트 엔트 : 매주 화, 목, 토, 일요일에 생성이 되는 워프 게이트를 통해 강력한 보스 몬스터와 전투를 벌일 수 있다. 최대 참여인원 40명인 대규모 전투는 높은 난이도와 다양한 보상을 지급하여 많은 유저들에게 호평을 받고 있다. 2009년 2월 12일 정식 오픈하였다. 또한 2012년 10월 18일에 차원의 틈새를 통해 36~75레벨 전용 에이션트 엔트 던전이 추가되었다.
- 망각의 숲 지하묘지 던전 : 4월 29일에 정식 오픈한 던전이다. 던전 클리어 시 마계의 광석을 획득할 수 있다. 마계의 광석은 사군토 항구 무역선 내의 NPC에게 아이템과 교환이 가능하며, 원래 88레벨 이상이 입장 가능하였으나, 2010년 8월 26일 업데이트로 76레벨로 조정되었다. 또한 2012년 9월 20일에는 46~75레벨 전용 지하묘지 - 초보가 추가되었다.
- 이공간형 특수 몬스터 : 2010년 7월 29일에 추가된 시스템으로 이공간을 통해 사냥이 가능하다. 레벨마다 전투존이 다르며, 클리어 후에는 특별한 아이템(낡은 주머니, 상자)을 지급한다.
- 동장군 슬리트 : 2011년 8월 4일에 추가된 시스템으로 특정 칭호를 착용하여야 전투가 가능하다. 76레벨 이상의 유저가 이용 가능하다. 또한 2012년 8월 30일에는 56~75레벨 전용 동장군 슬리트 - 초보가 추가되었다.
- 시공간 왜곡 전투 시스템 : 마을에 침공한 몬스터들을 쓰러뜨리는 대규모 전투 시스템이며, 매주 화, 목, 토요일에 진행할 수 있다. 클리어 시 르네의 보석상자를 받게 되며, 그 보석상자 안에는 르네의 반지가 들어있다. 2012년 7월 5일에 정식 오픈하였다.
- 체스 백작의 저택 : 2013년 1월 24일에 정식 오픈한 던전 지역이다. 4개의 던전 스테이지가 존재한다.
- 시공의 균열 : 2015년 6월 17일 업데이트된 전투 시스템으로, 다크세이버에 존재했던 몬스터가 등장하며 아스토니아 장비 재료를 획득할 수 있다.

## 이벤트
- 라피스 데이 이벤트 : 1997년에 다크세이버 오픈 베타 서비스 개시를 기념하기 위해 10주년을 맞이한 2008년부터 매년 4월마다 라피스 데이 이벤트를 진행한다.
- 라피스 카니발 이벤트 : 라피스에서 매주 토, 일요일에 열리는 이벤트로 2011년 10월 15일부터 진행중인 이벤트. 2015년 2월 7일부터 시즌 3으로 변경하여 매주 토, 일요일에 진행하고 있다.
- 보물찾기 이벤트 : 2010년 8월부터 수시로 진행되는 이벤트로, 몬스터 사냥 후 쪽지를 모아(당첨, 꽝) 아이템으로 교환하는 이벤트이다. 태양의 정기를 모아 반지를 얻을 수 있는 이벤트가 진행된다.
- 채광 이벤트 : 수시로 진행되는 이벤트로, 채광을 하여 많은 아이템을 얻는 이벤트이다.
- 출석체크 이벤트 : 출석을 하여 아이템을 얻는 이벤트로, 수시로 진행된다.
- 선물의 집 이벤트 : 선물의 집에서 아이템을 구입한 금액에 따라 선물상자와 프리미엄 효과를 얻을 수 있는 이벤트.
- 접속시간 이벤트 : 접속 시간에 따라 얻은 ON-TIME 코인을 모아 여러 아이템과 교환하는 이벤트로, 2015년 4월 15일부터 한시적으로 진행 중이다.

### 이전에 진행한 이벤트
- 대련왕 선발전 : 저단과 고단으로 나뉘어 치러지는 대련왕 선발 대회에서 우승하는 자는 마을의 동상에 이름이 새겨지는 영광과 게임 내 단 하나뿐인 레어반지를 얻을 수 있다. 2008년 여름과 겨울, 2회까지 진행되었으며 현재는 밸런스 상의 문제로 개최되지 않는다.
- 가을맞이 이벤트 : 2008년 가을에 진행한 이벤트로, "한 글자만 모아라", "스타 이벤트", "호박 이벤트", "비밀텐트 이벤트", "경험치,드롭율 보너스 이벤트", "채광 이벤트" 등을 진행하였다.
- 카오시아 습격 이벤트 : 2008년 12월에 추가된 이벤트로 카오시아를 침공하는 몬스터를 퇴치하는 이벤트이다. 수시로 진행했으나, 현재는 진행되지 않는다.

## 라피스 해외 수출
라피스는 일본에서 서비스하고 있고, 중국과 대만에서도 서비스한 바 있다.
우선, 2000년 다크세이버의 중국 진출 이후, 2003년에는 네오다크세이버가 중국과 대만으로 진출하여 서비스하였다.
또한 2001년 다크세이버로 진출한 바 있는 일본에서는 2006년 3월에는 일본 엠게임에서 라피스 온라인 서비스를 시작하여, 2006년 5월 18일 오픈베타되었다. 2008년 11월 13일에는 한국에서 2007년 12월 6일에 추가된 9단 클래스가 업데이트되었고, 2009년 6월 25일에는 한국에서 2008년 12월 18일에 추가된 시련의 동굴과 보스 레이드가 추가되었다. 하지만, 2009년 이후로 일본 라피스는 개발을 중단하였고, 2014년 5월 29일에 서비스가 종료되었다.

## 같이 보기
- 엠게임